# 福田屋ショッピングプラザ宇都宮店
福田屋ショッピングプラザ宇都宮店（ふくだやショッピングプラザうつのみやてん）は、栃木県宇都宮市に1994年（平成6年）10月13日にオープンした、地場百貨店「福田屋百貨店」直営のショッピングセンター。

## 概要
当店舗は米国のショッピングセンターをモデルとした「車社会対応型百貨店」としている。福田屋は福田屋百貨店宇都宮店として市街地に店舗を持っていたが、モータリゼーションの進行に対応するため、大規模小売店舗法の大幅な規制緩和を受け郊外の土地へ移転している。
建物は地上5階、地下1階で、地下1階と4階・5階は駐車場である。1階はアトリウム（水辺のある広場）で食料品と服飾雑貨・婦人服の2ゾーン、2階は吹き抜けなどで婦人服と子供服・紳士服、サウスサイドの3ゾーンに売り場が分かれている。3階は日常衣料品と生活雑貨、スポーツ用品、外商サロンなどで構成されている。ファストフードが中心のレストランコートは1階北側にある。
中心市街地から離れた「郊外型」ではあるが、JR宇都宮駅から北へ約2kmの好立地で店舗周辺には住宅街が広がりニュータウンも多くある。平日は閑散としていて土日祝日に賑わう他のショッピングセンターと比べ、同店は平日の来店者数・売り上げが多いことも特徴である。
開店当初より社名由来のFKD(FuKuDaya)を愛称として使用していたが、FKDインターパーク店のオープン以降は両店を混同しないよう「FKD宇都宮店」という表記が使われている。FKDロゴマークのデザインは一度変更されている。

## 歴史
- 1994年（平成6年）10月13日 - 宇都宮市今泉町に「福田屋ショッピングプラザ宇都宮店」を開店（旧宇都宮店・EFF店を併合移転、売場は1・2階部分、売場面積17,000m2/登記上の名称は「福田屋百貨店今泉店」）。
- 1998年（平成10年）3月 - 宇都宮店増床オープン（3階売場を新設、売場面積30,000m2台になる、店内にサウスサイドファッションワールドなどを展開）。
- 2001年（平成13年）1月25日 - 宇都宮店第2期増築・増床オープン（売場面積が40,500m2となり東武宇都宮百貨店を抜いて県内最大となる／南側部分を拡張、店内に北関東第1号店となるスターバックスなどが開店）。

## 交通
競輪場通り沿い、JR宇都宮駅より北へ2.4km。詳細は公式サイト「アクセス&パーキング」を参照。
また、大通り乗り口（旧福田屋百貨店宇都宮店前）- 宮の橋北乗り口（JR宇都宮駅西口近く、SC行は乗車専用、大通り行は降車専用） - 当SC間の「お買い物専用無料送迎バス」も運行されている。詳細は公式サイト「無料送迎バスのご案内」を参照。